# Vlog
Un Video blog (Videoblog) sau Vlog este o formă de blog în care mediul multimedia este constituit de video. Video blogul este o formă de televiziune web. Înregistrările de vlog-uri combină video încorporat sau un link video cu textul de sprijin, imagini și alte metadate. Înscrierile pot fi făcute ca o singură unitate sau compuse din mai multe părți. Video blogging-ul este foarte popular pe YouTube.
Vlogurile profită adesea de sindicalizarea web pentru a asigura difuzarea de video pe Internet utilizând formate (RSS sau Atom) pentru agregarea automată și redare pe aparate mobile și computere personale.

## Vezi și
- Televiziune pe internet